# Temnolamia flavosignata
Temnolamia flavosignata là một loài bọ cánh cứng trong họ Cerambycidae.